# Forcipomyia sector
Forcipomyia sector är en tvåvingeart som beskrevs av Debenham 1987. Forcipomyia sector ingår i släktet Forcipomyia och familjen svidknott. Inga underarter finns listade i Catalogue of Life.